# Backless
Albums de Eric Clapton
Slowhand
(1977) Another Ticket
(1981)
Singles
1. Promises
Sortie : 1978
2. Watch Out for Lucy
Sortie : 1979

 Backless est le 6e album studio du guitariste anglais Eric Clapton.Il est paru en novembre 1978 sur le label RSO Records et fut produit par Glyn Johns.

## Historique
Backless suit Slowhand, qui fut un énorme succès commercial avec notamment les chansons Cocaine et Wonderful Tonight écrites respectivement par JJ Cale et Eric Clapton. Backless est le dernier album de Clapton enregistré avec le groupe qui le suivait depuis 1974.
Sur ce nouvel album, I'll Make Love To You Anytime est aussi une composition de JJ Cale (qui la reprendra lui-même un an plus tard sur son album 5. JJ Cale reprendra de son côté dès 1978 Golden Ring, qui restera inédit jusqu'à la parution de l'album Rewind en 2007.
Walk Out In The Rain et If I Don't Be There By Morning sont des titres composés en 1978 par Bob Dylan et sa choriste et compagne du moment Helena Springs. Dylan de son côté ne les sortira jamais.
Le single Promises atteint la 9e place au Billboard Hot 100 et Watch Out For Lucy la 40e place, tandis que l'album atteint la 8e place au Billboard 200.

## Liste des titres
Face 1
| No | Titre                         | Auteur                    | Durée |
| -- | ----------------------------- | ------------------------- | ----- |
| 1. | Walk Out In the Rain          | Bob Dylan, Helena Springs | 4:10  |
| 2. | Watch Out for Lucy            | Eric Clapton              | 3:24  |
| 3. | I'll Make Love To You Anytime | J.J. Cale                 | 3:21  |
| 4. | Roll It                       | Clapton, Marcy Levy       | 3:40  |
| 5. | Tell Me That You Love Me      | Clapton                   | 3:30  |

Face 2
| No  | Titre                          | Auteur                      | Durée |
| --- | ------------------------------ | --------------------------- | ----- |
| 6.  | If I Don't Be There by Morning | Dylan, Springs              | 4:35  |
| 7.  | Early In The Morning           | Trad. arrangement Clapton   | 5:25  |
| 8.  | Promises                       | Richard Feldman, Roger Linn | 3:01  |
| 9.  | Golden Ring                    | Clapton                     | 3:30  |
| 10. | Tulsa Time                     | Danny Flowers               | 3:28  |

- La chanson Early In the Morning est dans version rallongée, 7 min 58 s , sur les éditions sorties en compact-disque.

## Musiciens
- Eric Clapton : guitare et chant
- George Terry : guitare
- Carl Radle : basse et chœurs
- Dick Sims : claviers
- Jamie Oldaker : batterie, percussion et chœurs
- Marcy Levy : chœurs, chant sur Roll It
- Benny Gallagher et Graham Lyle : chœurs sur Golden Ring

## Charts et certifications
| Pays             | Durée du classement | Meilleur classement |
| ---------------- | ------------------- | ------------------- |
| Autriche         | 4 semaines          | 24e                 |
| Canada           | 21 semaines         | 6e                  |
| États-Unis       | 37 semaines         | 8e                  |
| France           | 13 semaines         | 21e                 |
| Norvège          | 19 semaines         | 2e                  |
| Nouvelle-Zélande | 4 semaines          | 22e                 |
| Pays-Bas         | 10 semaines         | 22e                 |
| Royaume-Uni      | 12 semaines         | 18e                 |
| Suède            | 2 semaines          | 28e                 |
| Suisse           | 3 semaines          | 13e                 |

| Pays        | Certification | Ventes      | Date       |
| ----------- | ------------- | ----------- | ---------- |
| Canada      | Platine       | 100 000 +   | 01/02/1979 |
| États-Unis  | Platine       | 1 000 000 + | 14/11/1978 |
| Royaume-Uni | Argent        | 60 000 +    | 30/11/1978 |

### Charts singles
| Date | Single             | Chart              | Durée du classement | Position |
| ---- | ------------------ | ------------------ | ------------------- | -------- |
| 1978 | Promises           | Hot 100            | 18 semaines         | 9e       |
| 1978 | Promises           | Adult Contemporary | 22 semaines         | 6e       |
| 1978 | Promises           | UK Singles Chart   | 7 semaines          | 37e      |
| 1978 | Promises           | RPM Top Singles    | 16 semaines         | 7e       |
| 1978 | Promises           | Top 100            | 1 semaine           | 71e      |
| 1978 | Promises           | RMNZ Singles Top40 | 3 semaines          | 35e      |
| 1978 | Promises           | Mega Top 50        | 7 semaines          | 40e      |
| 1979 | Watch Out for Lucy | Hot 100            | 7 semaines          | 40e      |
| 1979 | Watch Out for Lucy | RPM Top Singles    | 4 semaines          | 57e      |